# Muorjevaara

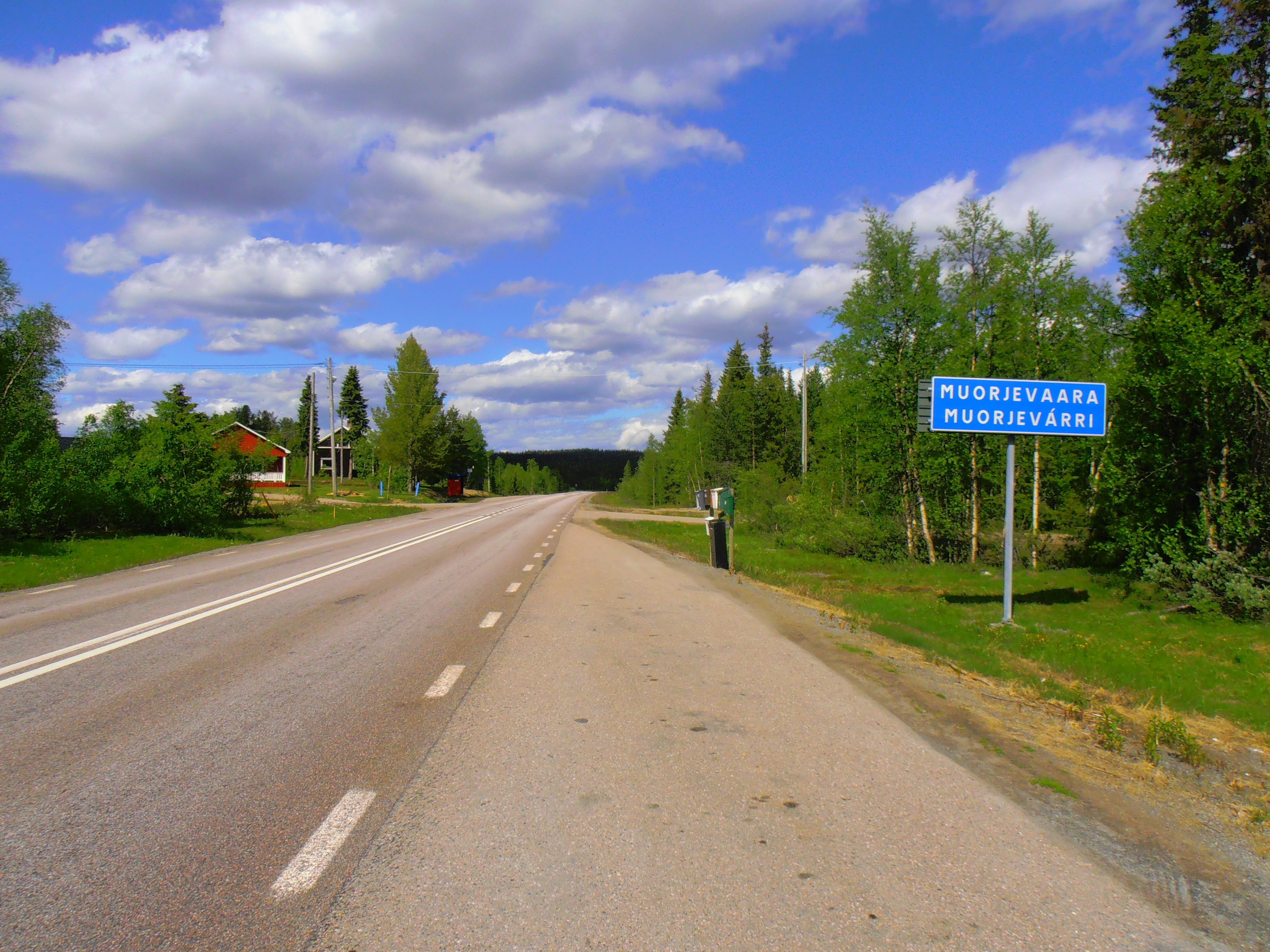
Skylten Muorjevaara/Muorjevárri.
Fotot taget i juni 2016.

Muorjevaara (samiska: Muorjevárri) är en ort i Gällivare kommun, Norrbottens län, vid Europaväg 10 och Europaväg 45, mellan Svappavaara och Gällivare. I juni 2016 fanns det enligt Ratsit 31 personer över 16 år registrerade med Muorjevaara som adress. Vid folkräkningen år 1890 fanns det 22 personer som var skrivna i byn Muorjevaara.